# Juan Carlos Castillo Boilet
Juan Carlos Castillo Boilet (El Palqui, 4 de julio de 1953 - Monte Patria, 8 de enero de 2017) fue el mayor de seis hermanos, hijo de Juan Rafael Castillo Jofré y Sylvia Aurora Boilet Rodríguez. Fue un profesor y político chileno, alcalde de la comuna de Monte Patria entre 1992 y 2016. Hermano de la constituyente María Trinidad Castillo Boilet.

## Carrera política
Fue uno de los principales abanderados local del No en el plebiscito de 1988. Fue elegido como alcalde de la comuna de Monte Patria en 1992, siendo reelegido en cinco ocasiones, representando a la Democracia Cristiana.
Alcanzó la presidencia regional de su colectividad y fue uno de los fundadores de la Asociación de Municipios Rurales de Chile, organización que también presidió.

## Fallecimiento
Castillo falleció de un paro cardíaco durante la madrugada del 8 de enero de 2017. La municipalidad de Monte Patria decretó duelo comunal por tres días.

## Historial electoral

### Elecciones municipales de 1992
- Elecciones municipales de 1992, por la alcaldía de Monte Patria[5]

| Alcalde                     | Pacto                    | Partido | Votos | %     | Resultado |
| --------------------------- | ------------------------ | ------- | ----- | ----- | --------- |
| Jil Alaniz Araya            | Partido Comunista        | PC      | 2730  | 20,42 | Concejal  |
| Juan Carlos Castillo Boilet | Concertación Democrática | DC      | 1844  | 13,80 | Alcalde   |
| Francisco Castillo Rojas    | Participación y Progreso | UDI     | 1083  | 8,10  | Concejal  |
| Aroldo Castillo Pastén      | Participación y Progreso | UDI     | 1032  | 7,72  |           |
| Juan Rocco Olivares         | Concertación Democrática | DC      | 1006  | 7,53  | Concejal  |
| Carlos Meléndez Escobar     | Independiente            | Ind.    | 826   | 6,18  |           |
| Edgardo Bou Farías          | Participación y Progreso | RN      | 639   | 4,78  | Concejal  |
| Elías Jelvez                | Concertación Democrática | PPD     | 580   | 4,34  |           |
| Maria Flores Cortés         | Concertación Democrática | DC      | 522   | 3,91  |           |
| Jaime Camposano Aguirre     | Concertación Democrática | PPD     | 504   | 3,77  |           |
| Jorge Cortés Maldonado      | Participación y Progreso | RN      | 450   | 3,37  |           |
| Lenin Araya Palacios        | Partido Comunista        | PC      | 355   | 2,66  | Concejal  |

### Elecciones municipales de 2000
- Elecciones municipales de 2000, por la alcaldía de Monte Patria[6]

| Candidato                   | Pacto                    | Partido | Votos | %     | Resultado |
| --------------------------- | ------------------------ | ------- | ----- | ----- | --------- |
| Juan Carlos Castillo Boilet | Concertación Democrática | DC      | 5203  | 36,93 | Alcalde   |
| Jil Alaniz Araya            | La Izquierda             | PC      | 1557  | 11,05 | Concejal  |
| Rubén Ruiz Rojas            | La Izquierda             | PC      | 1449  | 10,29 | Concejal  |
| Lenin Araya Palacios        | La Izquierda             | PC      | 893   | 6,34  |           |
| Luis Prohens Bou            | Alianza                  | Ind.    | 829   | 5,88  | Concejal  |
| Francisco Zepeda Rojo       | La Izquierda             | Ind.    | 755   | 5,36  |           |
| Óscar Cortés Rojas          | La Izquierda             | PC      | 519   | 3,68  |           |
| Carlos Álvarez Aguirre      | Alianza                  | Ind.    | 476   | 3,38  |           |
| Robinson Araya Canales      | Alianza                  | Ind.    | 341   | 2,42  |           |
| Daniel Cortés Jofré         | Concertación Democrática | PS      | 332   | 2,36  | Concejal  |
| Julio Zepeda Ramírez        | Concertación Democrática | DC      | 322   | 2,29  | Concejal  |

### Elecciones municipales de 2004
- Elecciones municipales de 2004, por la alcaldía de Monte Patria[7]

| Candidato                   | Pacto                    | Partido | Votos | %     | Resultado |
| --------------------------- | ------------------------ | ------- | ----- | ----- | --------- |
| Juan Carlos Castillo Boilet | Concertación Democrática | DC      | 7328  | 53,47 | Alcalde   |
| Rubén Ruiz Rojas            | Juntos Podemos           | PC      | 4909  | 35,82 |           |
| Fernando Durruty Corral     | Alianza                  | UDI     | 1467  | 10,70 |           |

### Elecciones municipales de 2008
- Elecciones municipales de 2008, por la alcaldía de Monte Patria[8]

| Alcalde                     | Pacto                    | Partido | Votos | %     | Resultado |
| --------------------------- | ------------------------ | ------- | ----- | ----- | --------- |
| Juan Carlos Castillo Boilet | Concertación Democrática | DC      | 6333  | 46,94 | Alcalde   |
| Ivon Guerra Aguilera        | Alianza                  | UDI     | 4474  | 33,16 |           |
| Rubén Ruiz Rojas            | Juntos Podemos Más       | PC      | 2116  | 15,68 |           |
| Jaime Rodríguez Herrera     | Independiente            | Ind.    | 568   | 4,21  |           |

### Elecciones municipales de 2012
- Elecciones municipales de 2012, por la alcaldía de Monte Patria[9]

| Alcalde                     | Pacto                    | Partido | Votos | %     | Resultado |
| --------------------------- | ------------------------ | ------- | ----- | ----- | --------- |
| Juan Carlos Castillo Boilet | Concertación Democrática | DC      | 6741  | 54,38 | Alcalde   |
| Ivon Guerra Aguilera        | Coalición                | UDI     | 5654  | 45,62 |           |